# Faro de Avilés
El faro de Avilés, también denominado faro de San Juan (en asturiano, Faru de San Xuan) o de Nieva, está situado en la margen oriental de la entrada de la ría de Avilés, concretamente en la parroquia de Laviana, perteneciente al concejo asturiano de Gozón (España), en la llamada Punta del Castillo (Punta'l Castiellu). Su titularidad está adscrita a la Autoridad Portuaria de Avilés.

## Historia

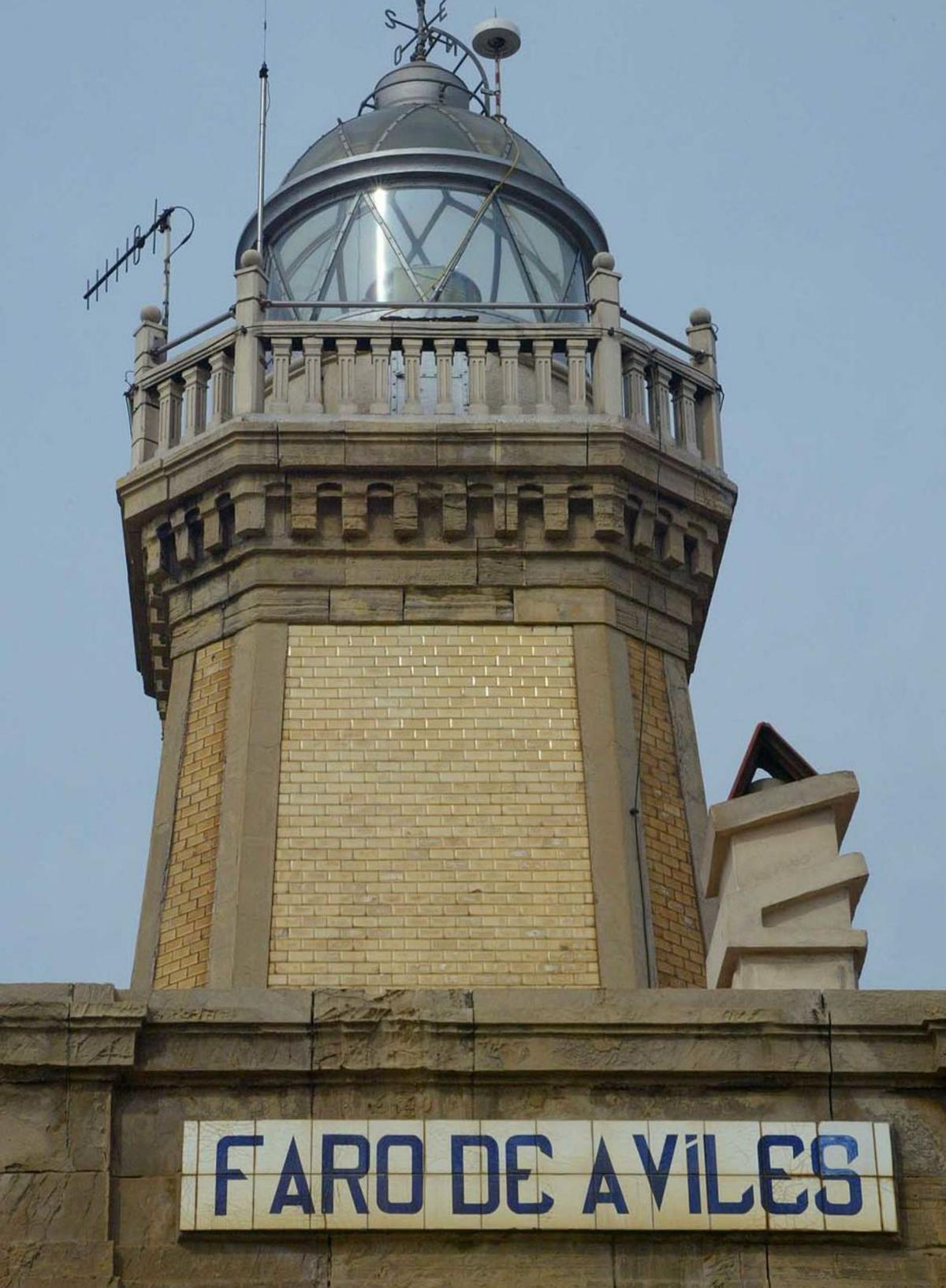
Imagen del faro de Avilés

Su construcción comenzó en 1861, tras la compra de los terrenos por parte del Ayuntamiento de Avilés. En un principio, se había proyectado su emplazamiento en la Punta de la Horcada, de forma que los barcos pudiesen utilizarlo como luz de costa enlazando con el faro de Cabo Peñas y tuviesen tiempo suficiente para preparar su entrada a puerto. Sin embargo, este lugar se consideró excesivamente expuesto a los temporales, y se prefirió la punta del Castillo para su ubicación definitiva.
La torre es troncopiramidal y se encuentra adosada a la cara norte del edificio. En 1863 se ilumina, con la apariencia de luz fija roja con un alcance de 10 millas, producida por una lámpara de aceite de oliva, que fue sustituida en 1882 por una de parafina. Posteriormente, se acopó un juego de pantallas giratorias y un tambor dióptrico con pantalla de cristal rojo, de forma que su apariencia era de luz blanca con sector rojo, y ocultaciones cada 5 minutos.
En 1940 se electrificó y en 1944 fue dotado de una sirena electromagnética montada en la parte alta de la torre. En 1957 se instala una linterna aeromarítima y la reforma de la instalación luminosa, conservando la apariencia de ocultaciones blanca y roja en sectores, y alcanzando una distancia de 17 millas náuticas. Los amplios jardines que le rodean están cercados por un muro de mampostería. Forma un espléndido mirador sobre la ria en una zona que queda relativamente resguardada de la contaminación industrial por la influencia de los vientos dominantes del NO y NE.
En sus proximidades se encontraba una fortificación, que junto al castillo de Gauzón en la otra orilla, realizaban la labor de defensa de Avilés de los ataques de ingleses, franceses u holandeses, habituales enemigos de España en la Edad Moderna. En septiembre de 1762, en una incursión inglesa que perseguía al galeón "San José" de la Compañía de Caracas en su entrada al puerto avilesino, los cañones fueron arrojados al agua. Los ingleses fueron posteriormente expulsados por las milicias avilesinas y no tuvieron más remedio que volver a embarcar. Parte del material de la fortificación se utilizó en la construcción del faro. Y los cañones se ubican en el parque del Muelle de Avilés, junto a la estatua de Pedro Menéndez de Avilés.